# Frans Elsen

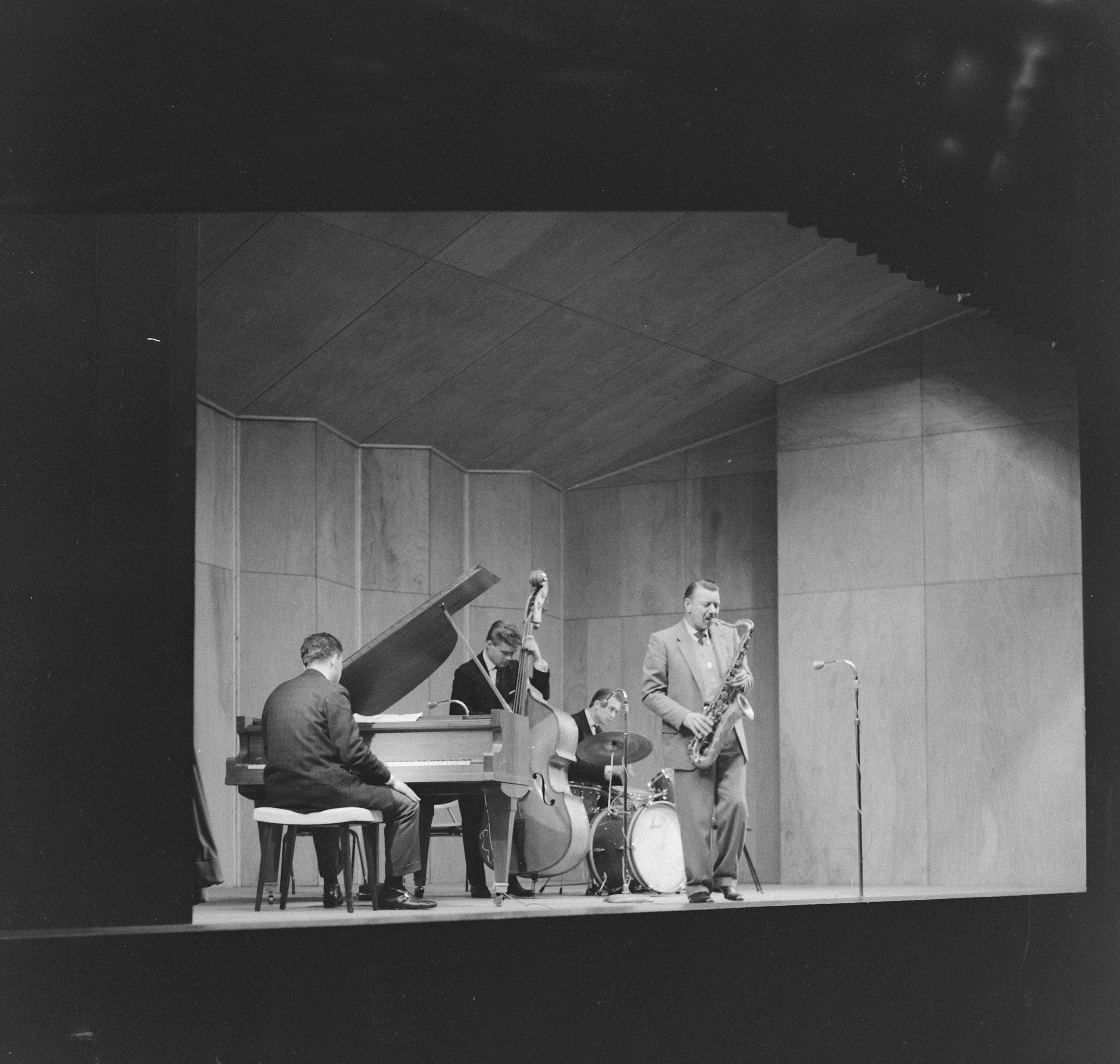
Elsen (Rotterdam, 1960). Saxophon: Jack Sels

Frans Elsen (* 28. Mai 1934 in Den Haag (Voorburg); † 23. Februar 2011 ebenda) war  ein niederländischer Jazz-Pianist, Vibraphonist, Arrangeur und Komponist.
Elsen ist einer der Pioniere des Bebop in den Niederlanden. In den 1950er Jahren spielte er in der Combo von Wessel Ilcken und war 1955 an den frühen Modern-Jazz-Aufnahmen „Jazz behind the Dikes“ beteiligt. Er spielte in zahlreichen eigenen Gruppen (Trios, Quartette, Quintette), zum Beispiel Ende der 1960er Jahre mit Herman Schoonderwalt und Cees Smal im „Hobby Orkest“. Er hatte auch eine eigene Big Band, die er 1964 von Cees Smal übernahm. Sie eröffnete das erste North Sea Jazz Festival 1976.  Er begleitete und spielte unter anderem mit Woody Shaw, Zoot Sims, Stan Getz, Clark Terry, Chet Baker (Blue Room: The 1979 VARA Studio Sessions in Holland), Joe Henderson, Pia Beck (1955), Don Byas (1952), Art Farmer, Oscar Pettiford, Donald Byrd, Oliver Nelson, Ben Webster, Charlie Mariano, Michael Brecker, Barry Harris, Mel Lewis.
1985 rekonstruierte er im holländischen Radio die „Birth of the Cool“ Session von Miles Davis 1949.
Elsen studierte 1953 bis 1959 Klavier am Königlichen Konservatorium in Den Haag bei L. Orthel. Als Jazzpianist war er Autodidakt. Er unterrichtete an den Konservatorien in Hilversum und Den Haag, dessen Jazz-Sektion er mit aufbaute, wie er überhaupt maßgeblich an der Integration des Jazz in allen führenden Konservatorien in den Niederlanden in den 1970er Jahren beteiligt war. Er unterrichtete Jazzpiano, Theorie, Ensemble-Spiel und Arrangement und veröffentlichte Bücher über Jazzimprovisation, Jazzpiano und Arrangement (unter anderem Jazz harmony at the piano, 2 Bände). Er arrangierte und komponierte auch für Theater, Film, Radio und Fernsehen.
In den 1960er und 1970er Jahren spielte er viel in Indonesien, war häufig auf Jazzfestivals in Europa und spielte regelmäßig im De Engel van Amsterdam. Zuletzt trat er häufig mit eigenem Trio auf und spielte im Quintett von Ferdinand Povel und John Marshall.